# Шелех Микола Родіонович
Микола Родіонович Шелех (1913, село Капустинці Полтавської губернії, тепер Яготинського району Київської області — ?) — український радянський діяч, дипломат, журналіст, відповідальний редактор Вінницької обласної газети «Вінницька правда», 2-й секретар Дрогобицького обкому КПУ. Депутат Верховної Ради УРСР 2-го скликання. Кандидат історичних наук (1952).

## Біографія
Народився в бідній селянській родині. Був членом комсомолу з 1928 року. У 1929 році закінчив семирічну школу. Навчався в зоотехнікумі, де очолював комсомольську організацію.
Після закінчення технікуму викладав соціально-економічні дисципліни на робітничому факультеті у Миргороді.
У 1932—1935 роках — на газетній роботі: завідувач відділу, секретар редакції районної газети, редактор газети політичного відділу машинно-тракторної станції на Полтавщині.
Освіта вища. У 1938 році закінчив Ленінградський комуністичний інститут журналістики.
У 1938—1941 роках — відповідальний секретар, заступник редактора Полтавської обласної газети «Більшовик Полтавщини».
Член ВКП(б) з 1939 року.
У 1941—1942 роках — на відповідальній роботі в апараті Ворошиловградського обласного комітету КП(б)У.
У 1942—1943 роках — 1-й секретар Курсавського районного комітету ВКП(б) Орджонікідзевського (Ставропольського) краю РРФСР.
У березні 1944 — березні 1948 року — відповідальний редактор Вінницької обласної газети «Більшовицька (Вінницька) правда».
У березні 1948 — липні 1955 року — секретар Дрогобицького обласного комітету КПУ з питань пропаганди і агітації.
Закінчив заочно Вищу партійну школу при ЦК ВКП(б).
У лютому 1952 року захистив кандидатську дисертацію «Боротьба трудящих селян Дрогобицької області під керівництвом більшовицької партії за колективізацію сільського господарства».
У липні 1955 — жовтні 1956 року — 2-й секретар Дрогобицького обласного комітету КПУ.
Потім — на дипломатичній роботі: тимчасовий повірений у справах СРСР в Угорській Народній Республіці, заступник завідувача відділу Міністерства закордонних справ СРСР.

## Нагороди
- орден Трудового Червоного Прапора (23.01.1948)
- ордени
- медаль «За оборону Кавказу»
- медаль «За доблесну працю у Великій Вітчизняній війні 1941—1945 рр.»
- медалі